# Fiji (logiciel)
 (novembre 2018).
Si vous disposez d'ouvrages ou d'articles de référence ou si vous connaissez des sites web de qualité traitant du thème abordé ici, merci de compléter l'article en donnant les références utiles à sa vérifiabilité et en les liant à la section « Notes et références ».
Fiji (acronyme pour "Fiji Is Just ImageJ") est une version "étendue" de ImageJ, livrée avec un certain nombre de plugins, la possibilité de télécharger d'autres plugins directement depuis l'interface, mais aussi un éditeur de macro avec coloration syntaxique.
Cette distribution d'imageJ est particulièrement populaire pour l'analyse d'image en biologie. Fiji peut notamment ouvrir des fichiers images de nombreux formats grâce à la librairie BioFormats.
Fiji est maintenu par Curties Rueden et l'équipe de Développement de ImageJ, au Laboratory for Optical and Computational Instrumentation (LOCI) de l'université du Wisconsin-Madison.